# Baillet-en-France
Baillet-en-France é uma comuna francesa, situada no departamento de Val-d'Oise na região de Île-de-France.

Brasão de armas de Baillet-en-France.